# Epacroplon
Epacroplon is een kevergeslacht uit de familie van de boktorren (Cerambycidae). De wetenschappelijke naam van het geslacht werd voor het eerst geldig gepubliceerd in 1967 door Martins.

## Soorten
Epacroplon omvat de volgende soorten:
- Epacroplon armatipes (Martins, 1962)
- Epacroplon cruciatum (Aurivillius, 1899)